# Sōta Hirayama
Sōta Hirayama (平山相太; Kitakyūshū, 6 giugno 1985) è un allenatore di calcio ed ex calciatore giapponese, di ruolo attaccante.

## Carriera

### Giocatore

#### Club
Cresciuto calcisticamente nelle squadre delle scuole giapponesi, nel 2005 viene acquistato dall'Heracles Almelo, squadra militante in Eredivisie. Ha debuttato con il club bianconero il 20 agosto 2005, nell'incontro di campionato ADO Den Haag-Heracles Almelo (1-2), gara in cui ha messo a segno una doppietta, siglando la rete del momentaneo 1-1 al minuto 77 e quella del definitivo 1-2 al minuto 84. Ha militato nel club bianconero fino al settembre 2006, totalizzando 8 reti in 34 incontri disputati. Nel settembre 2006 è tornato in Giappone, firmando un contratto con il FC Tokyo. Ha debuttato nella massima serie nipponica il 30 settembre 2006, in FC Tokyo-Albirex Niigata (1-4). Il 7 ottobre 2006, nell'incontro di campionato Nagoya Grampus-FC Tokyo (1-2), ha messo a segno la sua prima rete con il club rossoblù, siglando il gol del momentaneo 0-1 al minuto 22 del primo tempo. Ha militato nel club tokyota per undici stagioni, durante le quali ha vinto un campionato di seconda divisione giapponese, una Coppa dell'Imperatore e una Coppa J.League. Ha totalizzato, con la maglia del FC Tokyo, 223 presenze e 55 reti. Al termine della stagione 2016 ha lasciato il FC Tokyo per trasferirsi al Vegalta Sendai. Nel gennaio 2018 ha annunciato il proprio ritiro.

#### Nazionale

##### Under-20
Ha debuttato con la Nazionale Under-20 il 2 dicembre 2003, in Giappone-Colombia (1-4), subentrando a Yūtarō Abe al minuto 75. Ha messo a segno la sua prima rete con la maglia della Nazionale Under-20 il 5 dicembre 2003, in Egitto-Giappone (0-1), siglando il gol vittoria al minuto 79. Ha partecipato, con l'Under-20, ai Mondiali 2003 e ai Mondiali 2005. Ha collezionato in totale, con l'Under-20, 8 presenze e tre reti.

##### Under-23
Ha debuttato con la Nazionale Under-23 l'11 febbraio 2004, nell'amichevole Giappone-Russia (1-1), subentrando a Daiki Takamatsu al minuto 72.

##### Nazionale olimpica
Ha debuttato con la Nazionale olimpica il 12 agosto 2004, in Paraguay-Giappone (4-3), subentrando a Daiki Takamatsu al minuto 74. Ha partecipato, con la selezione olimpica, alle Olimpiadi 2004.

##### Nazionale maggiore
Ha debuttato in Nazionale maggiore il 6 gennaio 2010, in Yemen-Giappone (2-3), gara in cui è subentrato al minuto 21 del primo tempo ed ha messo a segno una tripletta, siglando la rete del 2-1 al minuto 42 del primo tempo, quella del 2-2 al minuto 55 e quella del definitivo 2-3 al minuto 79. Ha partecipato, con la Nazionale maggiore, alla Coppa dell'Asia orientale 2010. È sceso in campo, inoltre, nelle qualificazioni Coppa d'Asia 2011. Ha collezionato in totale, con la maglia della Nazionale maggiore, 4 presenze e 3 reti.

### Allenatore
Nel 2020 ha allenato la Sendai University.

## Statistiche

### Presenze e reti nei club
| Stagione               | Squadra                | Campionato             | Campionato | Campionato | Coppe nazionali | Coppe nazionali | Coppe nazionali | Coppe continentali | Coppe continentali | Coppe continentali | Altre coppe | Altre coppe | Altre coppe | Totale | Totale |
| Stagione               | Squadra                | Comp                   | Pres       | Reti       | Comp            | Pres            | Reti            | Comp               | Pres               | Reti               | Comp        | Pres        | Reti        | Pres   | Reti   |
| ---------------------- | ---------------------- | ---------------------- | ---------- | ---------- | --------------- | --------------- | --------------- | ------------------ | ------------------ | ------------------ | ----------- | ----------- | ----------- | ------ | ------ |
| 2005-2006              | Heracles Almelo        | E                      | 31+2       | 8+0        | KNVB            | 0               | 0               | -                  | -                  | -                  | -           | -           | -           | 33     | 8      |
| giu.-set. 2006         | Heracles Almelo        | E                      | 1          | 0          | KNVB            | 0               | 0               | -                  | -                  | -                  | -           | -           | -           | 1      | 0      |
| Totale Heracles Almelo | Totale Heracles Almelo | Totale Heracles Almelo | 32+2       | 8+0        |                 | 0               | 0               |                    | -                  | -                  |             | -           | -           | 34     | 8      |
| 2006                   | FC Tokyo               | JLD1                   | 7          | 2          | CDI+JLC         | 0+0             | 0+0             | -                  | -                  | -                  | -           | -           | -           | 7      | 2      |
| 2007                   | FC Tokyo               | JLD1                   | 20         | 5          | CDI+JLC         | 3+2             | 2+0             | -                  | -                  | -                  | -           | -           | -           | 25     | 7      |
| 2008                   | FC Tokyo               | JLD1                   | 24         | 2          | CDI+JLC         | 3+8             | 2+4             | -                  | -                  | -                  | -           | -           | -           | 35     | 8      |
| 2009                   | FC Tokyo               | JLD1                   | 26         | 4          | CDI+JLC         | 3+9             | 1+4             | -                  | -                  | -                  | -           | -           | -           | 38     | 9      |
| 2010                   | FC Tokyo               | JLD1                   | 30         | 7          | CDI+JLC         | 4+6             | 4+1             | SBC                | 1                  | 1                  | -           | -           | -           | 41     | 13     |
| 2011                   | FC Tokyo               | JLD2                   | 1          | 0          | CDI             | 0               | 0               | -                  | -                  | -                  | -           | -           | -           | 1      | 0      |
| 2012                   | FC Tokyo               | JLD1                   | 4          | 0          | CDI+JLC         | 0+1             | 0+0             | AFCCL              | 1                  | 0                  | FXSC        | 0           | 0           | 6      | 0      |
| 2013                   | FC Tokyo               | JLD1                   | 21         | 5          | CDI+JLC         | 3+3             | 0+0             | -                  | -                  | -                  | -           | -           | -           | 27     | 5      |
| 2014                   | FC Tokyo               | JLD1                   | 19         | 3          | CDI+JLC         | 2+6             | 2+1             | -                  | -                  | -                  | -           | -           | -           | 27     | 6      |
| 2015                   | FC Tokyo               | J1                     | 2          | 0          | CDI+JLC         | 0+2             | 0+0             | -                  | -                  | -                  | -           | -           | -           | 4      | 0      |
| 2016                   | FC Tokyo               | J1                     | 15         | 5          | CDI+JLC         | 2+2             | 1+0             | AFCCL              | 2                  | 0                  | -           | -           | -           | 21     | 6      |
| Totale FC Tokyo        | Totale FC Tokyo        | Totale FC Tokyo        | 169        | 33         |                 | 20+39           | 12+10           |                    | 4                  | 0                  |             | 0           | 0           | 223    | 55     |
| 2017                   | Vegalta Sendai         | J1                     | 0          | 0          | CDI+JLC         | 0+0             | 0+0             | -                  | -                  | -                  | -           | -           | -           | 0      | 0      |
| Totale carriera        | Totale carriera        | Totale carriera        | 203        | 41         |                 | 59              | 22              |                    | 4                  | 0                  |             | 0           | 0           | 266    | 63     |

### Cronologia presenze e reti in nazionale
| Cronologia completa delle presenze e delle reti in nazionale ― Giappone | Cronologia completa delle presenze e delle reti in nazionale ― Giappone | Cronologia completa delle presenze e delle reti in nazionale ― Giappone | Cronologia completa delle presenze e delle reti in nazionale ― Giappone | Cronologia completa delle presenze e delle reti in nazionale ― Giappone | Cronologia completa delle presenze e delle reti in nazionale ― Giappone | Cronologia completa delle presenze e delle reti in nazionale ― Giappone | Cronologia completa delle presenze e delle reti in nazionale ― Giappone |
| Data                                                                    | Città                                                                   | In casa                                                                 | Risultato                                                               | Ospiti                                                                  | Competizione                                                            | Reti                                                                    | Note                                                                    |
| ----------------------------------------------------------------------- | ----------------------------------------------------------------------- | ----------------------------------------------------------------------- | ----------------------------------------------------------------------- | ----------------------------------------------------------------------- | ----------------------------------------------------------------------- | ----------------------------------------------------------------------- | ----------------------------------------------------------------------- |
| 6-1-2010                                                                | Sana'a                                                                  | Yemen                                                                   | 2 – 3                                                                   | Giappone                                                                | Qual. Coppa d'Asia 2011                                                 | 3                                                                       | 21’                                                                     |
| 2-2-2010                                                                | Oita                                                                    | Giappone                                                                | 0 – 0                                                                   | Venezuela                                                               | Amichevole                                                              | -                                                                       | 59’                                                                     |
| 6-2-2010                                                                | Chofu                                                                   | Giappone                                                                | 0 – 0                                                                   | Cina                                                                    | Coppa dell'Asia orientale 2010                                          | -                                                                       | 62’                                                                     |
| 11-2-2010                                                               | Tokyo                                                                   | Giappone                                                                | 3 – 0                                                                   | Hong Kong                                                               | Coppa dell'Asia orientale 2010                                          | -                                                                       | 46’                                                                     |
| Totale                                                                  |                                                                         | Presenze                                                                | 4                                                                       |                                                                         | Reti                                                                    | 3                                                                       |                                                                         |

| Cronologia completa delle presenze e delle reti in nazionale ― Giappone olimpica | Cronologia completa delle presenze e delle reti in nazionale ― Giappone olimpica | Cronologia completa delle presenze e delle reti in nazionale ― Giappone olimpica | Cronologia completa delle presenze e delle reti in nazionale ― Giappone olimpica | Cronologia completa delle presenze e delle reti in nazionale ― Giappone olimpica | Cronologia completa delle presenze e delle reti in nazionale ― Giappone olimpica | Cronologia completa delle presenze e delle reti in nazionale ― Giappone olimpica | Cronologia completa delle presenze e delle reti in nazionale ― Giappone olimpica |
| Data                                                                             | Città                                                                            | In casa                                                                          | Risultato                                                                        | Ospiti                                                                           | Competizione                                                                     | Reti                                                                             | Note                                                                             |
| -------------------------------------------------------------------------------- | -------------------------------------------------------------------------------- | -------------------------------------------------------------------------------- | -------------------------------------------------------------------------------- | -------------------------------------------------------------------------------- | -------------------------------------------------------------------------------- | -------------------------------------------------------------------------------- | -------------------------------------------------------------------------------- |
| 12-8-2004                                                                        | Salonicco                                                                        | Paraguay                                                                         | 4 – 3                                                                            | Giappone                                                                         | Olimpiadi 2004                                                                   | -                                                                                | 74’                                                                              |
| Totale                                                                           |                                                                                  | Presenze                                                                         | 1                                                                                |                                                                                  | Reti                                                                             | 0                                                                                |                                                                                  |

| Cronologia completa delle presenze e delle reti in nazionale ― Giappone under 20 | Cronologia completa delle presenze e delle reti in nazionale ― Giappone under 20 | Cronologia completa delle presenze e delle reti in nazionale ― Giappone under 20 | Cronologia completa delle presenze e delle reti in nazionale ― Giappone under 20 | Cronologia completa delle presenze e delle reti in nazionale ― Giappone under 20 | Cronologia completa delle presenze e delle reti in nazionale ― Giappone under 20 | Cronologia completa delle presenze e delle reti in nazionale ― Giappone under 20 | Cronologia completa delle presenze e delle reti in nazionale ― Giappone under 20 |
| Data                                                                             | Città                                                                            | In casa                                                                          | Risultato                                                                        | Ospiti                                                                           | Competizione                                                                     | Reti                                                                             | Note                                                                             |
| -------------------------------------------------------------------------------- | -------------------------------------------------------------------------------- | -------------------------------------------------------------------------------- | -------------------------------------------------------------------------------- | -------------------------------------------------------------------------------- | -------------------------------------------------------------------------------- | -------------------------------------------------------------------------------- | -------------------------------------------------------------------------------- |
| 2-12-2003                                                                        | Dubai                                                                            | Giappone                                                                         | 1 – 4                                                                            | Colombia                                                                         | Mondiali Under-20 2003 - Gironi                                                  | -                                                                                | 75’                                                                              |
| 5-12-2003                                                                        | Dubai                                                                            | Egitto                                                                           | 0 – 1                                                                            | Giappone                                                                         | Mondiali Under-20 2003 - Gironi                                                  | 1                                                                                | 67’                                                                              |
| 8-12-2003                                                                        | Abu Dhabi                                                                        | Giappone                                                                         | 2 – 1 dts                                                                        | Corea del Sud                                                                    | Mondiali Under-20 2003 - Ottavi di finale                                        | -                                                                                | 39’                                                                              |
| 12-12-2003                                                                       | Dubai                                                                            | Giappone                                                                         | 1 – 5                                                                            | Brasile                                                                          | Mondiali Under-20 2003 - Quarti di finale                                        | 1                                                                                |                                                                                  |
| 10-6-2005                                                                        | Kerkrade                                                                         | Paesi Bassi                                                                      | 2 – 1                                                                            | Giappone                                                                         | Mondiali Under-20 2005 - Gironi                                                  | 1                                                                                |                                                                                  |
| 15-6-2005                                                                        | Kerkrade                                                                         | Giappone                                                                         | 1 – 1                                                                            | Benin                                                                            | Mondiali Under-20 2005 - Gironi                                                  | -                                                                                | 66’                                                                              |
| 18-6-2005                                                                        | Kerkrade                                                                         | Giappone                                                                         | 1 – 1                                                                            | Australia                                                                        | Mondiali Under-20 2005 - Gironi                                                  | -                                                                                |                                                                                  |
| 21-6-2005                                                                        | Enschede                                                                         | Marocco                                                                          | 1 – 0                                                                            | Giappone                                                                         | Mondiali Under-20 2005 - Ottavi di finale                                        | -                                                                                |                                                                                  |
| Totale                                                                           |                                                                                  | Presenze                                                                         | 8                                                                                |                                                                                  | Reti                                                                             | 3                                                                                |                                                                                  |

## Palmarès

### Club

#### Competizioni internazionali
- Coppa Suruga Bank: 1

FC Tokyo: 2010